# كولين هوفر
كولين هوفر (بالإنجليزية: Colleen Hoover)‏ (مواليد 11 ديسمبر 1979، سولفر سبرينغز في الولايات المتحدة)، هي كاتِبة روائية أمريكية مُتخصِّصة في كتابة أدب الحب عن الشباب  .
تم تصنيف روايتها لفئة روايات الشباب الكبار، فمنذ صدور أول رواياتها «Slammed» العام 2012، تمكَّنت رواياتها اللاحقة من الوصول لقائمة الأكثر مبيعًا، وأصبح اسمها معروفًا ضمن كتّاب هذه الفئة.

## من مؤلفاتها المترجمة للغة العربية
- حقيقة
- يبدأ بنا.
- ما يذكرني بك.
- ربما الآن.
- ربما يومًا ما.
- نادمة عليك.
- لم يسبق أن ج1.
- لم يسبق أن ج2.
- لم يسبق أن ج3.
- ليلى.
- ميؤوس منه.
- ينتهي معنا.

## روابط خارجية
- كولين هوفر على موقع IMDb (الإنجليزية)
- كولين هوفر على موقع مونزينجر (الألمانية)
- كولين هوفر على موقع قاعدة بيانات الفيلم (الإنجليزية)